# Jelcz 272 MEX
Jelcz 272 MEX – autobus miejski, produkowany w latach 1963–1977 przez Jelczańskie Zakłady Samochodowe w Jelczu (obecnie Jelczu-Laskowicach) koło Oławy. Model ten stanowi licencyjną odmianę czechosłowackich autobusów Škoda 706 RTO MTZ i Škoda 706 RTO MEX. Z powodu swojego wyglądu zwany był potocznie ogórkiem.

## Historia modelu

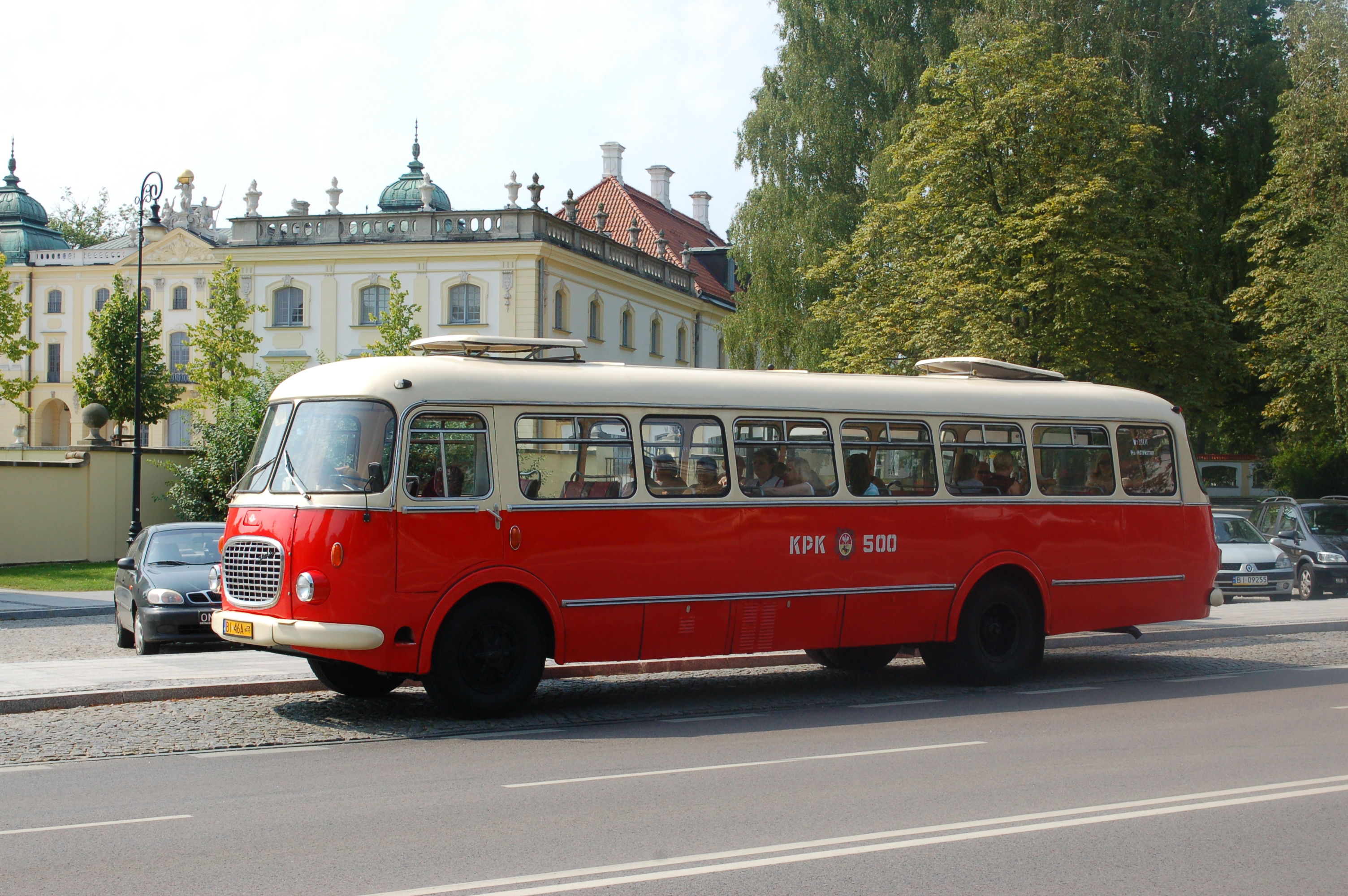
Jelcz 043 z KPK Białystok w barwach miejskich

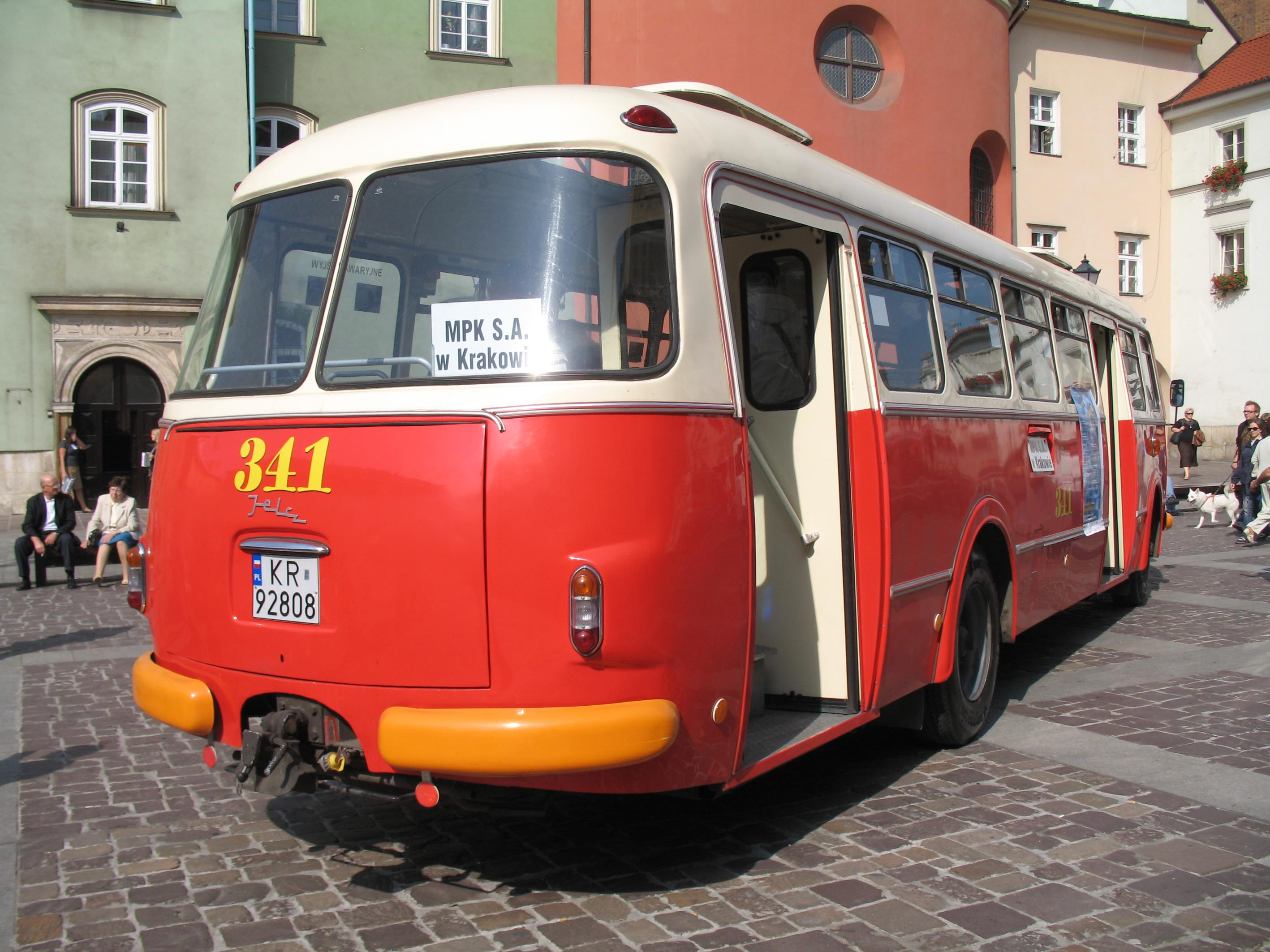
Jelcz 272 MEX z MPK Kraków, widok na tył

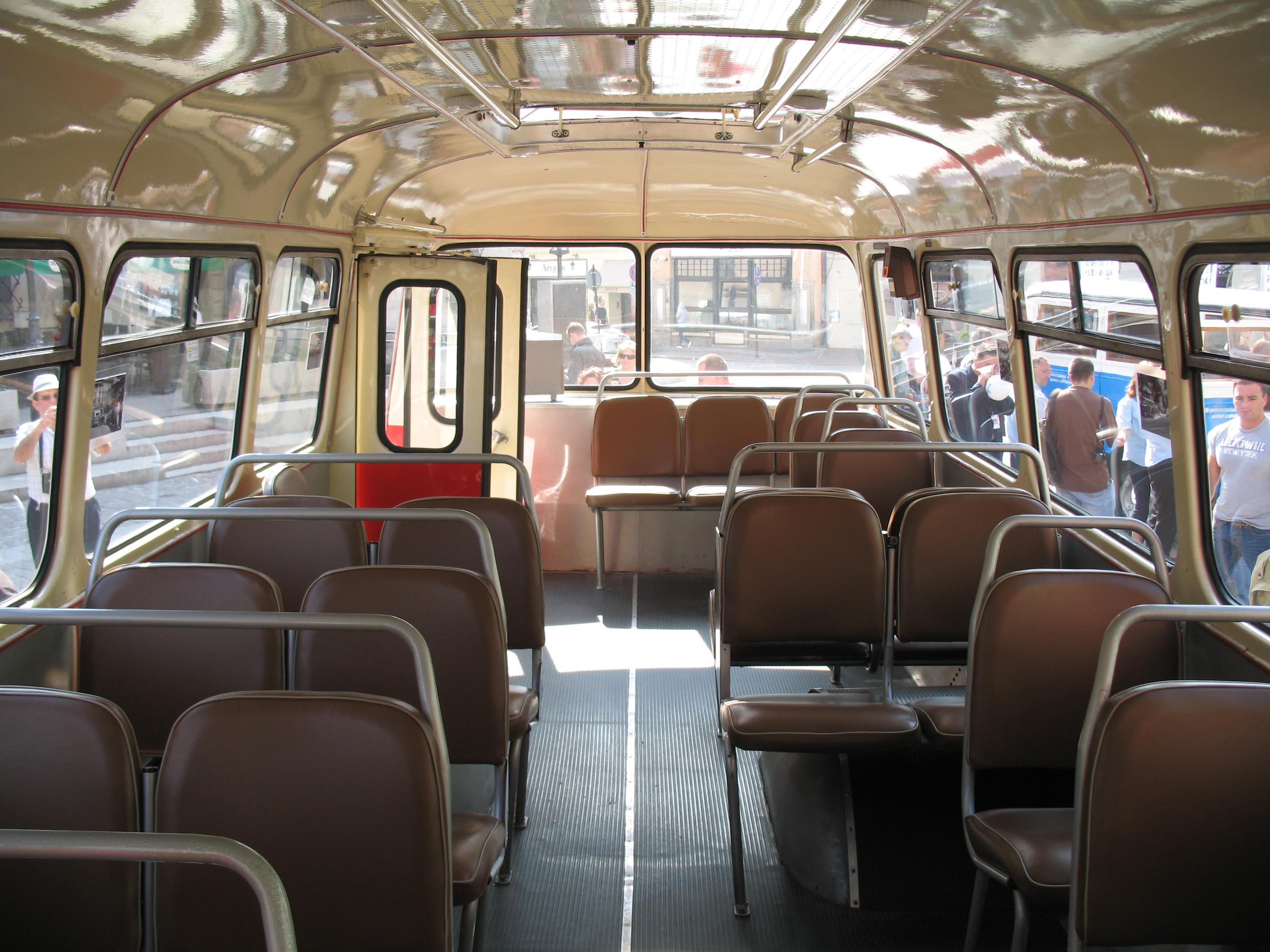
Jelcz 272 MEX, wnętrze

Wzrost w latach 50. oraz 60. liczby ludności w polskich miastach spowodował zwiększone zapotrzebowanie na usługi transportowe, do zaspokojenia których konieczne było wykorzystanie autobusów miejskich o dużej pojemności. Ze względu na brak w ofercie polskich producentów autobusów tego typu pojazdów oraz ich niewystarczający import, Jelczańskie Zakłady Samochodowe w 1962 roku opracowały dokumentację techniczną oraz zbudowały prototyp autobusu miejskiego Jelcz 272 MEX, który stanowił adaptację modelu Jelcz 043 przystosowaną do realizacji przewozów na liniach miejskich. Do produkcji seryjnej nowy model wprowadzony został w 1963 roku.
Osadzone na podłużnicowej, nitowanej ramie z tłoczonej blachy stalowej, nadwozie Jelcza 272 MEX wykonane zostało z zamkniętych i otwartych profili stalowych łączonych ze sobą poprzez metodę spawania. Poszycie zewnętrzne wykonane zostało z blach stalowych mocowanych do szkieletowej konstrukcji nadwozia poprzez nity. W ścianie czołowej nad szybami zastosowano miejsce przeznaczone na tablicę informacyjną. W prawej ścianie bocznej autobusu pomiędzy przednią i tylną osią oraz na zwisie tylnym umieszczone zostały sterowane pneumatycznie dwuskrzydłowe drzwi prowadzące do wnętrza pojazdu. W lewej ścianie bocznej zastosowano natomiast drzwi przeznaczone dla kierowcy. Wnętrze o wysokości 1900 mm, przeznaczone zostało do przewozu 81 pasażerów z czego 28 na miejscach siedzących. Wewnątrz przestrzeń pasażerska wykończona została lakierowanymi płytami pilśniowymi, podłogę stanowiły deski sosnowe pokryte gumą. Wnętrze modelu 272 MEX ogrzewane było przez nagrzewnicę zasilaną ze zbiornika paliwa pojazdu oraz nagrzewnicę wodną. W stosunku do Jelcza 043 we wnętrzu odmiany miejskiej zlikwidowano nadokienne półki bagażowe oraz bagażnik dachowy.
Do napędu tego pojazdu zastosowano importowany z Czechosłowacji wyposażony w bezpośredni wtrysk paliwa, 6-cylindrowy, rzędowy silnik wysokoprężny typu Škoda 706RT o pojemności skokowej 11781 cm³ i mocy maksymalnej 117,6 kW (160 KM). Jednostka napędowa zblokowana została z 5-biegową manualną, niesynchronizowaną skrzynią biegów. Silnik umieszczony został w przedniej części pojazdu nad osią kół przednich, napęd na koła tylne przekazywany był poprzez dwuczęściowy wał o konstrukcji rurowej. Całkowite przełożenie mostu napędowego wynosiło 5,62. W układzie jezdnym zastosowano sztywną oś przednią o przekroju dwuteowym opartą na wzdłużnych półeliptycznych resorach piórowych oraz dwóch hydraulicznych amortyzatorach ramieniowych. Tylny most napędowy zawieszony został na półeliptycznych resorach piórowych, dodatkowo wspartych przez hydrauliczne amortyzatory ramieniowe. Układ kierowniczy ze ślimakową przekładnią kierowniczą wyposażony został w nadciśnieniową pompę wspomagającą typu AB 125.
Do obecnych czasów w Polsce zachowały się cztery egzemplarze Jelczy 272 MEX. Dwa z nich należą do stowarzyszeń miłośników komunikacji, jeden do Miejskiego Przedsiębiorstwa Komunikacyjnego w Lublinie, a czwarty do prywatnego kolekcjonera. W 2002 roku MPK w Krakowie przebudowało autobus Jelcz 043 na wersję 272 MEX.